# Helmut Käutner
Helmut Käutner (Düsseldorf (Alemania), 25 de marzo de 1908 - Castellina in Chianti (Italia), 20 de abril de 1980) fue un director de cine alemán que trabajó principalmente durante los años 1940 y los años 1950.

## Filmografía selecta
- Die Feuerzangenbowle (1970)
- Das Haus in Montevideo (1963)
- Der Rest ist Schweigen (1959)
- El capitán de Köpenick (1956)
- Ein Mädchen aus Flandern (1956)
- El general del diablo (1955)
- Ludwig II: Glanz und Ende eines Königs (1955)
- Die Letzte Brücke (1954)
- Der Apfel ist ab (1948)
- In jenen Tagen (1947)
- Unter den Brücken (1945)
- Große Freiheit Nr. 7 (1944)
- Romanze in Moll (1943)
- Anuschka (1942)
- Kleider machen Leute (1940)

## Premios y distinciones
Premios Óscar
| Año  | Categoría                          | Película               | Resultado |
| ---- | ---------------------------------- | ---------------------- | --------- |
| 1957 | Mejor película de habla no inglesa | El capitán de Köpenick | Nominado  |

Festival Internacional de Cine de Cannes
| Año  | Categoría            | Película          | Resultado |
| ---- | -------------------- | ----------------- | --------- |
| 1954 | Premio Internacional | Die Letzte Brücke | Ganador   |

Festival Internacional de Cine de San Sebastián
| Año  | Categoría                                               | Película             | Resultado |
| ---- | ------------------------------------------------------- | -------------------- | --------- |
| 1959 | Concha de Plata a la mejor dirección - Mención especial | El resto es silencio | Ganador   |